# Allen Njie
Allen Njie (* 26. Juli 1999 in Barnersville) ist ein liberianischer Fußballspieler. Er steht in der Schweiz beim FC Vaduz in der Challenge League unter Vertrag.

## Karriere

### Verein
Njie wechselte Anfang 2019 aus Liberia zum Grasshopper Club Zürich (GCZ). In seinem ersten halben Jahr in der Schweiz wurde er nur bei der zweiten Mannschaft des GCZ in der 1. Liga (vierthöchste Spielklasse im Schweizer Ligasystem) eingesetzt. Ende der Saison 2019/20 stieg der GCZ in die zweitklassige Challenge League ab. Dort kam Njie zu Beginn der neuen Saison dann regelmäßig zum Einsatz. Er wurde im Mittelfeld Stammspieler und neben dem erfahrenen Veroljub Salatić eingesetzt. Seine Leistungen weckten das Interesse des BSC Young Boys, der GCZ lehnte ein Angebot für Njie aber ab. Während der Covid-19-Pandemie kam es dann zum Bruch mit dem Zürcher Verein. Njie weilte längere Zeit in seiner Heimat; seine Abwesenheit wurde der Ursprung für einen Streit zwischen der alten und der neuen GCZ-Führung. Njie ließ sich im Februar 2021 für ein halbes Jahr an den kroatischen Verein NK Slaven Belupo ausleihen. Dort kam er allerdings auch nicht zu viel Spielzeit und kehrte nach nur einem Einsatz in der Liga zurück in die Schweiz. Der GCZ löste im Frühling 2021 den Vertrag mit Njie auf. Als FC-Aarau-Sportchef Sandro Burki davon erfuhr, bot er dem Liberianer einen Dreijahresvertrag an, den dieser annahm. In seiner ersten Saison beim FC Aarau kam Njie regelmäßig meist im defensiven Mittelfeld zum Einsatz. Am 27. November 2021 erzielte er beim 2:2 gegen den FC Wil sein erstes Tor für die Aarauer. Ende November 2023 wurde der Vertrag zwischen Njie und Aarau im gegenseitigen Einvernehmen aufgelöst. Zum Start des Jahres 2024 wechselte er daraufhin zum Ligakonkurrenten FC Vaduz. Mit der Mannschaft gewann er am Saisonende den Liechtensteiner Cup, ehe er den Verein im Sommer wieder verließ.

### Nationalmannschaft
Seit 2018 ist Njie liberianischer Nationalspieler. Zeitweise läuft er als Mannschaftskapitän auf.